# Nec Plus Ultra
Nec Plus Ultra est un groupe de hip-hop français apparu dans les années 1980. Au fil de son existence, le groupe collabore avec des artistes tels que Dee Nasty. Le groupe fut managé par Paul Boussard.

## Biographie
Le groupe est formé en 1986, et se compose initialement de Noël, Richy et DJ Jo, est la refonte du groupe Réalité. Par la suite, DJ Jo entre en conflit avec les autres membres, et quitte le groupe. Sheek rejoint alors les Nec + Ultra. Le groupe tente de développer son style propre de rap français, mais ce mouvement est davantage porté par la vague NTM, Assassin, rivaux des Nec + Ultra, et la « branche » créée par le groupe est finalement éteinte.
Les Nec Plus Ultra publient un maxi, intitulé Je rap, chez Polydor, en 1989. Plus tard, en 1990, les Suprême NTM sortiront une chanson également nommée Je rap', sur la compilation Rapattitude, où ils s'en prennent aux Nec Plus Ultra. Après votes, ils sont déclarés vainqueurs (ex aequo avec les Timides et Sans Complexe) dans la catégorie « meilleur rappeur », dans le fanzine The Zulu Letter, en 1989[réf. nécessaire].
Le groupe décide de ne plus sortir d'album, notamment à cause de leur problème avec Polydor. Ils sont cependant encore actifs, et des morceaux (d'archives et contemporains) sont gratuitement téléchargeables sur Internet[réf. nécessaire].